# Kristine Duvholt
Kristine Duvholt Havnås, född 31 januari 1974 i Tønsberg, är en norsk handbollsspelare (högersexa).
Under sin karriär spelade hon för klubbarna Tønsberg Turn, Larvik Turn & Larvik HK. Hon har sex ligamästerskap och en europacupseger för cupvinnare med Larvik 2005.

## Landslagskarriär
Kristine Duvholt spelade 208 landskamper för Norge och gjorde 377 mål för Norges landslag, från 1991 till 2001. Duvholt Havnås gjorde sin internationella mästerskapsdebut med OS-silver 1992 i Barcelona. Under de följande tio åren vann hon medaljer i sju internationella mästerskap. Höjdpunkten i hennes karriär var VM-guldet 1999 på hemmaplan, då hon valdes in i All Star Team som mästerskapets bästa högersexa. Hon ingick i det norska lag som tog OS-silver 1992 i Barcelona och det som tog OS-brons 2000 i Sydney.

## Privatliv
Kristine Duvholt har en lärarutbildning och arbetar på Sandefjords gymnasium. Våren 2013 var hon med i dokusåpan 71° north - Norges tuffaste kändis 2013 på TV Norge.